# Austen Henry Layard
Austen Henry Layard (1817-1894) là nhà khảo cổ học, chính trị gia người Anh. Một trong những khám phá quan trọng nhất trong sự nghiệp khảo cổ học của ông là thấu kính Layard. Ngaòi ra, ông còn có những khám phá khác. Kết quả của các cuộc khảo cổ do ông đứng đầu đã cho thấy vào khoảng năm 3000 TCN, loài người ở Trung Đông, châu Phi và châu Á đã ngày một quan tâm hơn đến các hiện tương quang học và sử dụng chúng vào những mục đích khác nhau như khai thcs bóng của vật để giải trí, sử dụng kim loại và tinh thể có tính phản xạ hoặc khúc xạ.